# Rue des Anglais
Ne doit pas être confondu avec Rue des Anglaises, Impasse des Anglais ou Rue des Anglais (Liège).
Cet article possède des paronymes, voir Chemin des Anglais, Promenade des Anglais et Autoroute des Anglais.
La rue des Anglais est une voie située dans le quartier de la Sorbonne du 5e arrondissement de Paris.

## Situation et accès
Longue de 74 mètres, elle commence au 21, rue Galande et au 12, rue Lagrange et se termine au 68, boulevard Saint-Germain. 
La rue des Anglais est accessible à proximité par la ligne de métro 10 à la station Maubert - Mutualité.

## Origine du nom
Son nom renvoie aux étudiants anglais de l’université de Paris qui y résidaient au XIIIe siècle.

## Historique

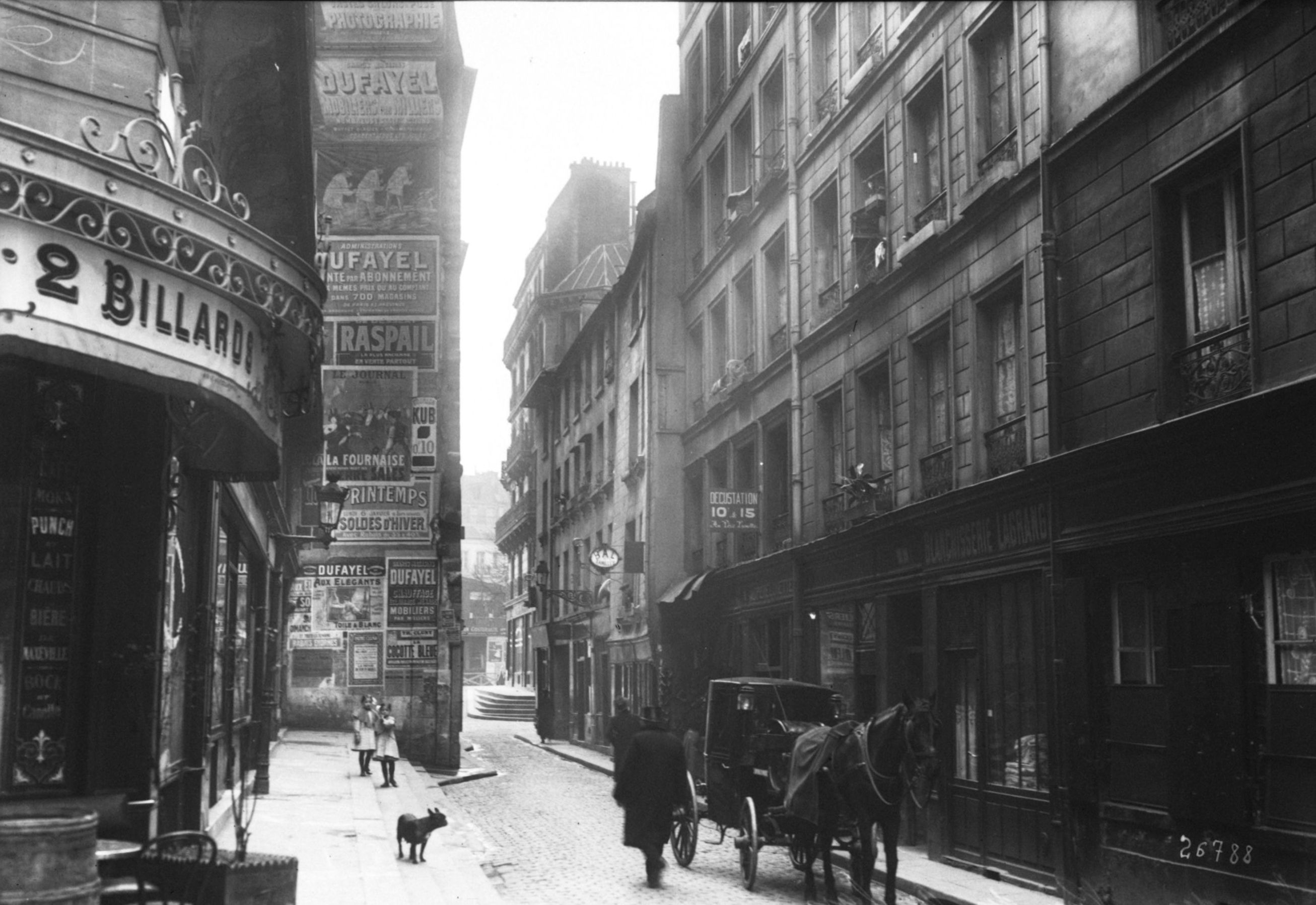
La rue des Anglais, vue depuis la rue Galande, en 1913.

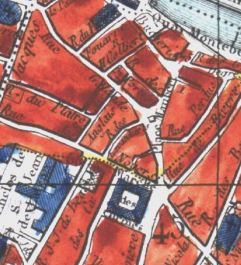
Rue des Anglais - plan de Paris d'Ambroise Tardieu - 1839.

La « rue des Anglois » formait l'une des limites du fief du clos de Garlande.
Elle fut encore au XVe siècle, selon Guillebert de Mets, le quartier général des couteliers.
Elle est citée sous le nom de « rue des Anglois » dans un manuscrit de 1636.
Depuis la rue Lagrange, son côté gauche a été remodelé par l'urbanisme haussmannien, qui l'a élargie, sauf au niveau du no 9, où l'immeuble n'a pas bougé. Sur le côté droit, en revanche, et jusqu’à la rue Domat, le foncier est resté identique à celui du Moyen Âge : parcelles petites et allongées. Certains immeubles voisins dans la rue Galande ont même gardé les toits en pignon de la période médiévale. L’autre extrémité de la rue des Anglais vers l’ancienne rue des Noyers a été détruite pour réaliser la percée du boulevard Saint-Germain.

## Bâtiments remarquables et lieux de mémoire
- No 4 :  emplacement de l'ancien cabaret du Père Lunette, tant célébré par les écrivains de la fin du XIXe siècle[3]. Aujourd’hui la boutique possède encore quelques peintures murales de l’ancien bistrot, inscrites comme monuments historiques[4].
- No 5 : ici s’élevait la maison de ville (aujourd’hui disparue) de l’abbaye de Pontigny, abbaye cistercienne de Bourgogne.
- No 6 : maison à l’enseigne du « Chapeau rouge » construite au début du XVIIe siècle[5].
- No 8 :  dans les années 1970, l'actuel Club Z a abrité la première boîte gay de Paris[réf. nécessaire], sur le modèle des boîtes californiennes. Cette boîte de nuit a appartenu notamment à Emmanuelle Béart.
En 1977, au sous-sol de ce bar, le Manhattan, qui abrite une backroom, a lieu une descente de police où des hommes ayant entre eux des relations sexuelles sont interpellés pour outrage public. Le procès qui se déroule l'année suivante est une première puisque les prévenus, fait inédit, refusent de faire acte de contrition. Dans un contexte de libération des mœurs, ils bénéficient du soutien d'intellectuels et d'artistes (Michel Foucault, Gilles Deleuze, Guy Hocquenghem ou encore Marguerite Duras), qui signent un texte, et l'évènement participe à médiatiser les discriminations légales existant entre homosexuels et hétérosexuels[6].

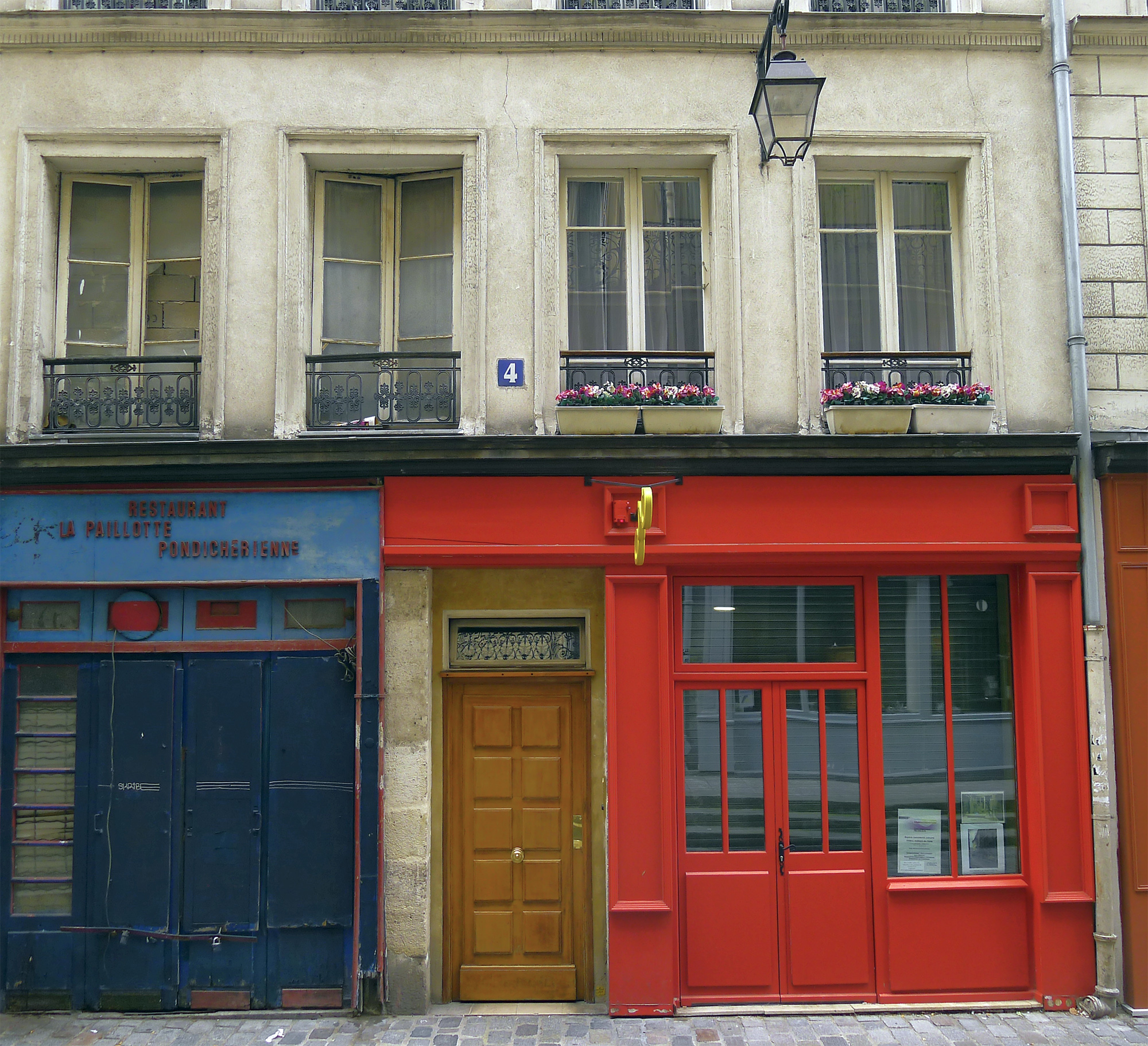
Le no 4.
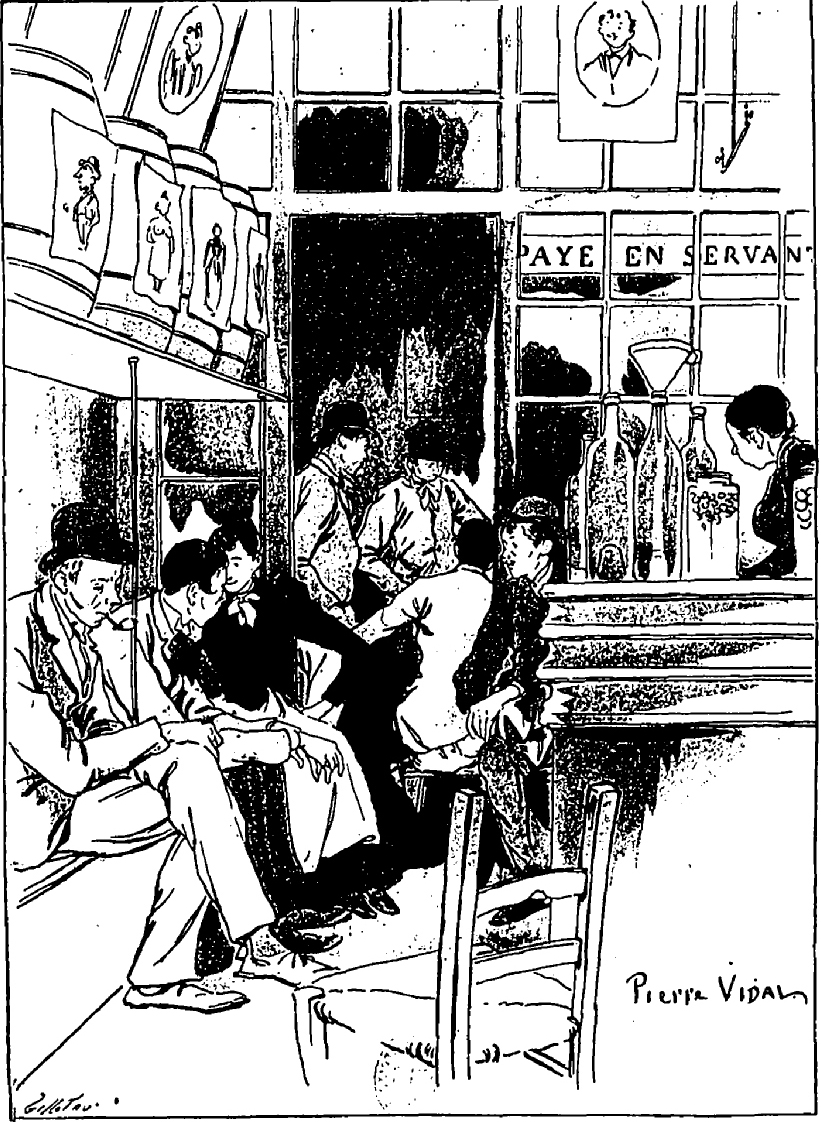
Le « mannezingue » du cabaret du Père Lunette, dessin de Pierre Vidal (1898)[7].